# Astarte subaequilatera
Astarte subaequilatera is een tweekleppigensoort uit de familie van de Astartidae. De wetenschappelijke naam van de soort is voor het eerst geldig gepubliceerd in 1854 door G.B. Sowerby II.